# Journal européen de combinatoire
Le Journal européen de combinatoire, généralement abrégé en European J. Combin., est une revue scientifique à évaluation par les pairs consacrée à la combinatoire. C'est un journal international, à parution régulière de huit volumes par an de mathématiques pures, spécialisé dans les théories qui relèvent de problèmes combinatoires. Le journal est ouvert en priorité aux articles qui traitent de structures mathématiques à l'intérieur de la combinatoire, et/ou qui établissent des liens directs entre la combinatoire et d'autres branches des mathématiques  et de la théorie des calculs. Le journal accepte des articles de fond, des courtes notes, et des problèmes de recherche sur des sujets importants.
Le journal a été fondé en 1980 par Michel Deza, Michel Las Vergnas et Pierre Rosenstiehl. En 2012, le facteur d'impact du Journal européen de combinatoire était de 0,658. En 2019, il est de 0,911.
Le rédacteur en chef actuel est Patrice Ossona de Mendez (en).